# Yogyakarta (Stadt)

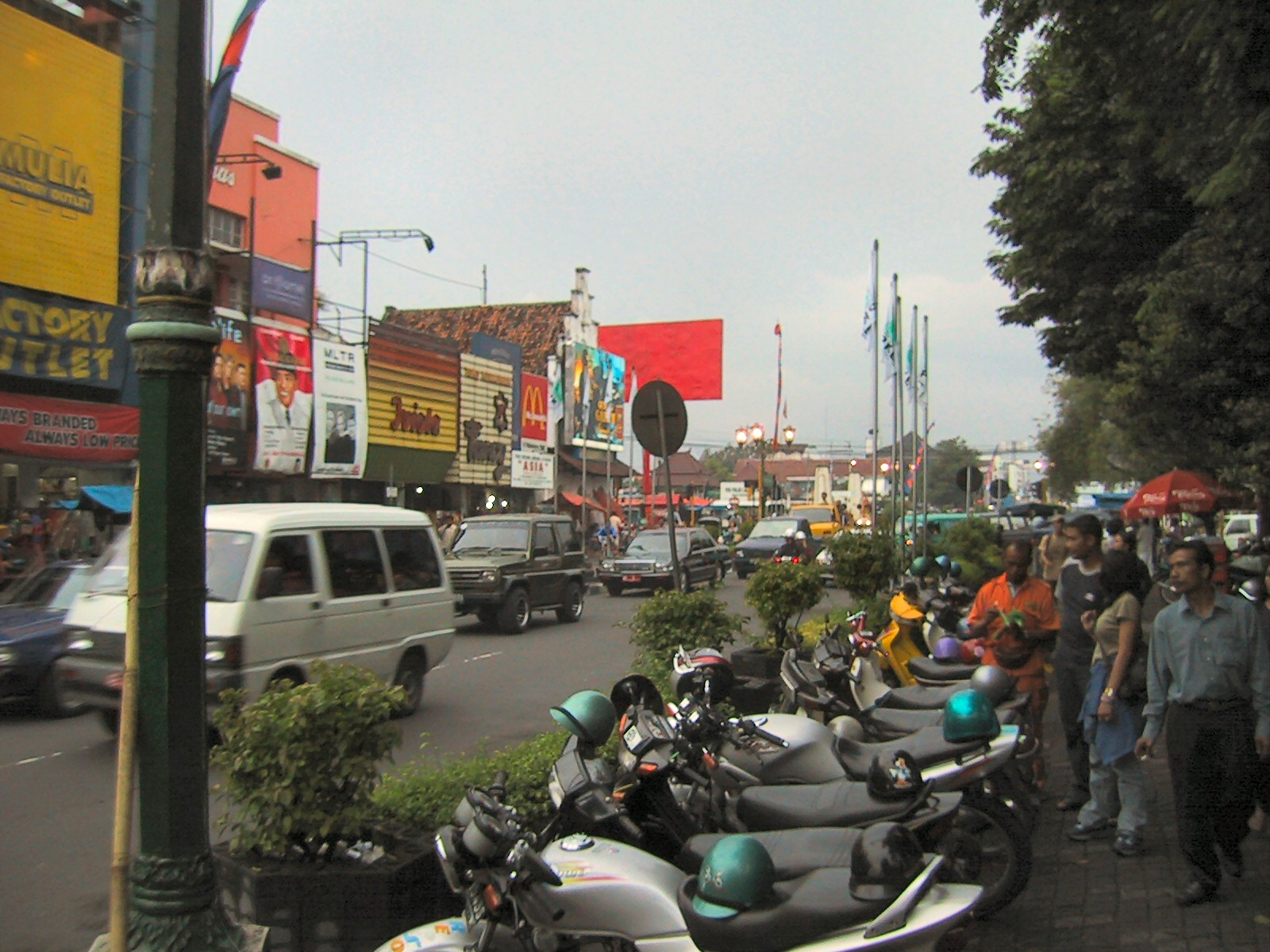
Die Malioboro-Straße im Zentrum von Yogyakarta

Yogyakarta, Kurzform Yogya, frühere Schreibweise Jogjakarta, frühere niederländische Schreibweise Djokjakarta, ist eine Stadt im Zentrum der indonesischen Insel Java im Sultanat Yogyakarta.
Die Stadt bildet zusammen mit der Nachbarstadt Surakarta das Zentrum der traditionellen javanischen Kultur und ist aufgrund ihrer zahlreichen Universitäten auch das Bildungszentrum des Archipels.
Mitte 2022 lebten in Yogyakarta über 400.000 Menschen auf 32,82 km². Die Bevölkerung des gesamten Stadtgebietes, das sich bis weit auf die beiden angrenzenden Regierungsbezirke (Kabupaten) Sleman und Bantul erstreckt, wird auf ca. 1,5 Millionen geschätzt.
Während des Indonesischen Unabhängigkeitskrieges 1945–1949 war Yogyakarta Hauptstadt Indonesiens.
Seit 2023 gehört die zentrale Nord-Süd-Achse Yogyakartas mitsamt ihren historischen Bauten zum UNESCO-Weltkulturerbe.

## Geographie
Die Stadt Yogyakarta ist die Hauptstadt der Provinz und Sonderregion Yogyakarta (Daerah Istimewah Yogyakarta, DIY) und nimmt als einzige Stadt die Stellung einer Stufe II Region ein. Die Stadt Yogya liegt nahe der javanischen Südküste im Zentrum der Sonderregion Yogyakarta, die im Norden von der Provinz Jawa Tengah (Zentraljava) umschlossen wird und erstreckt sich zwischen 7°15′24″ und 7°49′26″ s. Br. sowie zwischen 110°24′19″ und 10°28′53″ ö. L.
Yogyakarta liegt in einer sehr aktiven Vulkanzone: die Doppelvulkane Merapi und Merbabu liegen nur etwa 30 bzw. 40 Kilometer nördlich. Der Ausbruch des Merapi Ende Oktober 2010 hat das Leben in der Stadt durch seine Aschewolken in Mitleidenschaft gezogen. Sollte sich ein größerer Ausbruch mit pyroklastischen Strömen und großem Auswurfvolumen ereignen, wären in Yogyakarta erhebliche Opferzahlen und Schäden zu befürchten.
An Yogya grenzen zwei Bezirke (Kabupaten) der Stufe II:
- Sleman im Norden, Südwesten und Südosten
- Bantul im Süden, Nordwesten und Nordosten

Das Stadtgebiet Yogyakartas erstreckt sich in einer Ebene, auf deren Nord-Süd-Richtung lediglich ein Gefälle von ca. drei Prozent gemessen wurde.
Durch Yogyakarta fließen drei Flüsse:
- Gadjah Wong im östlichen Teil,
- Code im Mittelteil und
- Winongo im Westteil der Stadt.

Mit einer Fläche von 32,82 km² nimmt die Stadt Yogyakarta lediglich 1,02 Prozent der Fläche der Region Yogyakarta ein und ist damit für eine Status II Region eher klein.

### Klima
In Yogyakarta fallen an durchschnittlich 144 Tagen etwa 2.680 mm Regen pro Jahr. Die Durchschnittstemperatur liegt bei 25,1 °C und die Luftfeuchtigkeit schwankt zwischen 75 und 90 Prozent.
Es herrscht Monsunklima. Die meiste Zeit des Jahres wehen in Yogya Monsunwinde. Während der Regenzeit bläst Westwind feuchte Luft und Regen in die Stadt. Während der Trockenzeit weht leichter Wind aus östlicher Richtung trockene Luft in die Stadt. Die meisten Monate im Jahr sind in Yogyakarta durch Niederschläge gekennzeichnet, der meiste Regen fällt von November bis März (Januar 27,5 Regentage), der geringste im August (8 Regentage).
Die Durchschnittstemperatur schwankt zwischen 21 und 30° C. Der wärmste Monat ist der Mai, der kälteste und trockenste Monat der August. Durchschnittlich gibt es etwa 2600 Sonnenstunden im Jahr, die meisten im Februar (7,9), die wenigsten im November (5,9). Die höchste Luftfeuchtigkeit wird im Februar erreicht (89 %), die niedrigste im August (78 %).

## Verwaltungsgliederung
Die Stadt gliedert sich in 14 Distrikte (kecamatan), die sich wiederum in 45 Dörfer urbanen Charakters (Kelurahan oder Kalurahan), 617 Straßenverbände (RW – Rukun Warga) und 2.531 Nachbarschäftsverbände (RT – Rukun Tetangga) gliedern, denen jeweils gewählte Verwaltungsbeauftragte (Pak Camat, Pak Lurah bzw. Pak Dukuh (javanische Bezeichnung), Pak RW und Pak RT) vorstehen.
| Code 1   | Kecamatan Distrikt | Ibu Kota Verwaltungssitz | Fläche (km²) | Einwohner Census 2010 2 | Volkszählung 2020 | Volkszählung 2020 | Volkszählung 2020 | Anzahl der Kelurahan 6 |
| Code 1   | Kecamatan Distrikt | Ibu Kota Verwaltungssitz | Fläche (km²) | Einwohner Census 2010 2 | Einwohner 3       | 0Dichte 40        | Sex Ratio 5       | Anzahl der Kelurahan 6 |
| -------- | ------------------ | ------------------------ | ------------ | ----------------------- | ----------------- | ----------------- | ----------------- | ---------------------- |
| 34.71.01 | Tegalrejo          | Tagalrejo                | 2,91         | 34.923                  | 34.619            | 11.896,6          | 95,9              | 4                      |
| 34.71.02 | Jetis              | Bumijo                   | 1,70         | 23.454                  | 23.385            | 13.755,9          | 94,3              | 3                      |
| 34.71.03 | Gondokusuman       | Demangan                 | 3,99         | 45.293                  | 36.921            | 9.253,4           | 93,5              | 5                      |
| 34.71.04 | Danurejan          | Bausasran                | 1,10         | 18.342                  | 18.670            | 16.972,7          | 95,6              | 3                      |
| 34.71.05 | Gedongtengen       | Pringgokusuman           | 0,96         | 17.185                  | 16.484            | 17.170,8          | 93,9              | 2                      |
| 34.71.06 | Ngampilan          | Notoprajan               | 0,82         | 16.320                  | 15.358            | 18.729,3          | 96,4              | 2                      |
| 34.71.07 | Wirobrajan         | Patangpuluhan            | 1,76         | 24.840                  | 24.739            | 14.056,3          | 95,2              | 3                      |
| 34.71.08 | Mantrijeron        | Suryodiningratan         | 2,61         | 31.267                  | 33.340            | 12.774,0          | 94,2              | 3                      |
| 34.71.09 | Kraton             | Kadipaten                | 1,40         | 17.471                  | 17.943            | 12.816,4          | 93,8              | 3                      |
| 34.71.10 | Gondomanan         | Prawirodirjan            | 1,12         | 13.029                  | 12.793            | 11.422,3          | 94,2              | 2                      |
| 34.71.11 | Pakualaman         | Gunungketur              | 0,63         | 9.316                   | 9.148             | 14.520,6          | 91,2              | 2                      |
| 34.71.12 | Mergangsan         | Brontokusuman            | 2,31         | 29.292                  | 28.739            | 12.441,1          | 94,9              | 3                      |
| 34.71.13 | Umbulharjo         | Warungboto               | 8,12         | 76.743                  | 68.170            | 8.395,3           | 95,8              | 7                      |
| 34.71.14 | Kotagede           | Prenggan                 | 3,07         | 31.152                  | 33.280            | 10.840,4          | 97,2              | 3                      |
| 35.71    | Kota Yogyakarta    | Kota Yogyakarta          | 32,50        | 388.627                 | 373.589           | 11.495,1          | 95,0              | 45                     |

## Geschichte
Siehe Artikel Yogyakarta

## Sehenswürdigkeiten

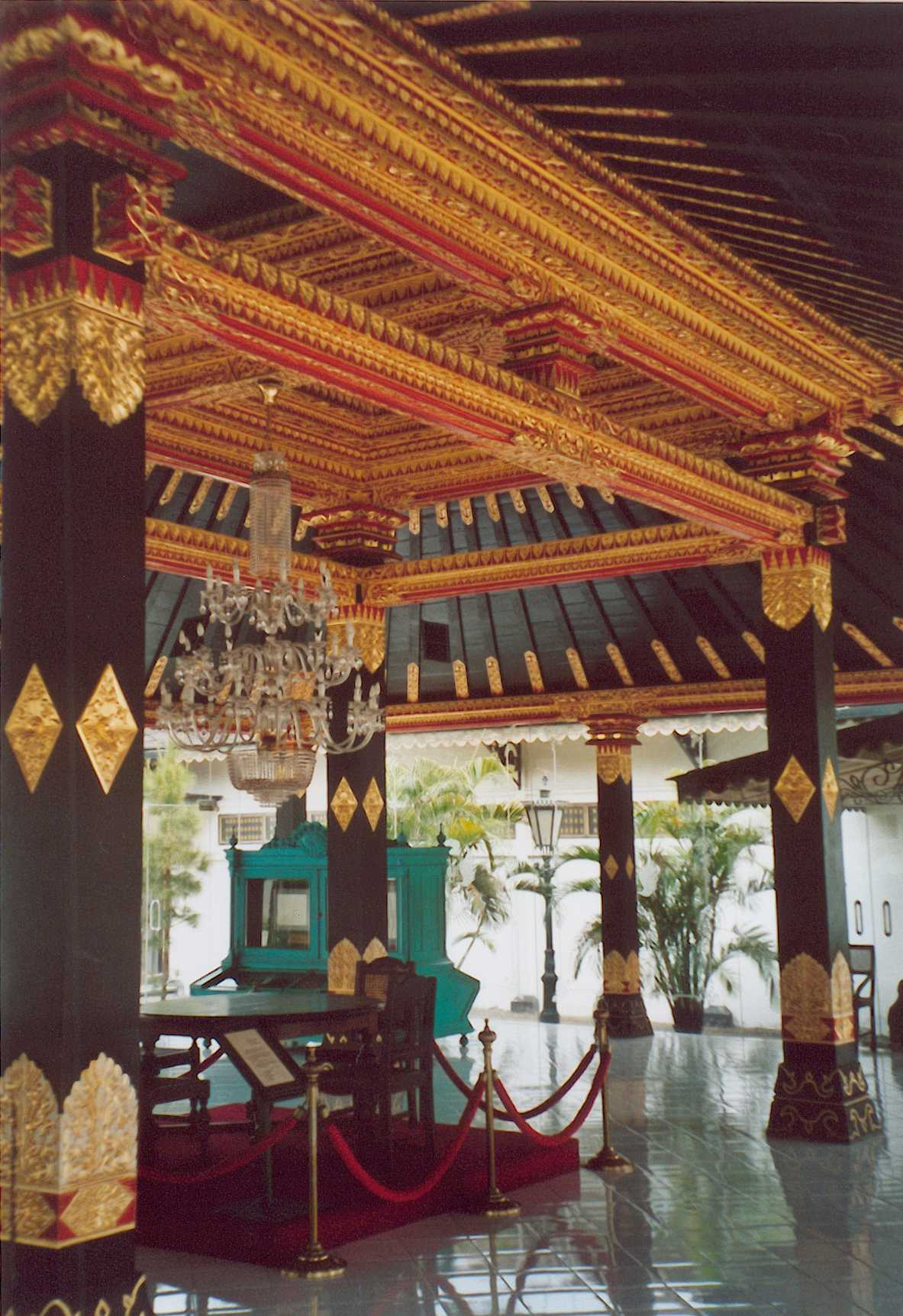
Hauptpavillon des Kraton

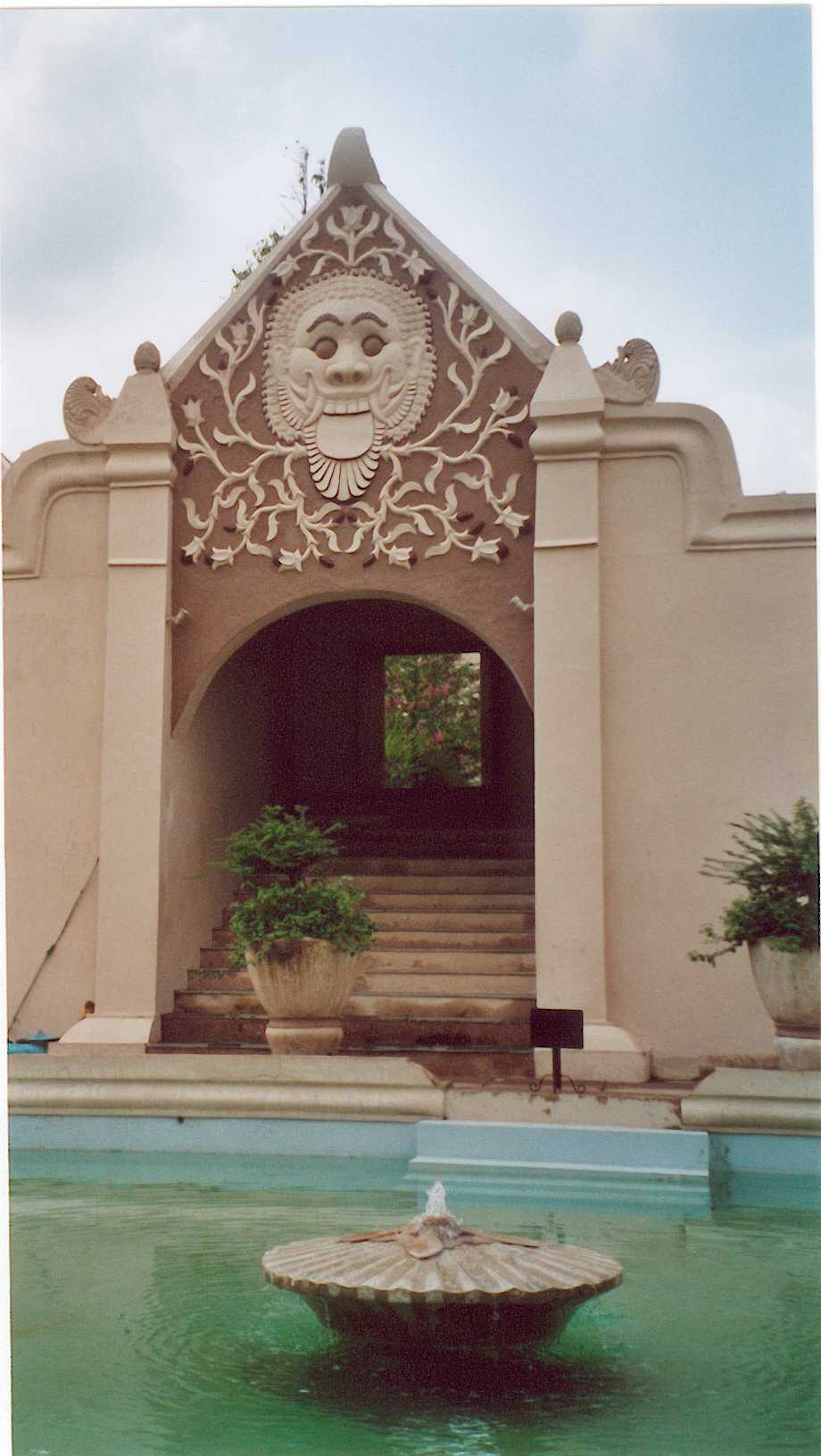
Wasserschloss

- Kraton (Sultanspalast): Das Gemäuer der Jahrhunderte alten Palastanlage beherbergt ein Museum, in dem hauptsächlich traditionelle Hofszenen und die entsprechende Kleidung bewundert werden können. An der Einrichtung und an den Verzierungen im Kraton kann man den Einfluss der verschiedenen Religionen auf die javanische Kultur erkennen. Zum Beispiel befinden sich an Säulen im Inneren des Palastes Symbole und Farben des Buddhismus, Hinduismus und Islam nebeneinander.

Vor dem Kraton befindet sich ein großer Dorfplatz, der Alun-Alun Utara (Dorfplatz im Norden). Dort finden regelmäßig Volksfeste und Märkte statt. Zum Areal des Kraton gehört auch eine Moschee. Der Palastbezirk liegt im Stadtteil Kota Gede („prachtvolle Stadt“). Kota Gede ist teilweise von einer Stadtmauer umgeben. Das Zentrum von Kota Gede bildet der Alun-Alun Selatan („südlicher Dorfplatz“). Er ist am Wochenende ein Ausflugsziel für Familien. Der Alun-Alun wird in den Abendstunden zum Fußballspielen genutzt und ist ein Treffpunkt für Jugendliche. In der Mitte des Platzes stehen zwei große alte Bäume, in denen nach javanischer Überzeugung Geister wohnen. Es gibt verschiedene Erwartungen, die damit verknüpft sind, was passiert, wenn man es schafft, mit verbundenen Augen vom Rand des Dorfplatzes in der Mitte zwischen den Bäumen durchzulaufen: Es heißt teilweise, man habe dann eine reine Seele, andere behaupten, man habe dann einen Wunsch frei, wieder andere behaupten, es bringe Glück.
- Taman Sari: Ruine des Wasserschlosses (errichtet 1758 bis 1765), restaurierte Badebecken; diente dem Sultan als Lustschloss, in dem sich die Anhängerinnen seines Harems aufhielten, und liegt an der Jalan Taman.
- Pasar Ngasem: Vogelmarkt, daher lokale Bezeichnung „Pasar Burung“.
- Pasar Beringharjo: Hauptmarkt an der Jalan Malioboro; hier werden Tücher, Stoffe und traditionelle Kleidung angeboten. Daneben findet man ein reichhaltiges Angebot an Gewürzen, Obst, Gemüse und sonstige Waren für den Alltag. Auf dem Pasar Beringharjo wird nach alter Tradition gefeilscht.
- Sono-Budoyo-Museum: Hier werden Wayang-Kulit-Figuren, Kris, Wayang-Topeng (Masken) und Batik-Stoffe ausgestellt.
- Affandi-Museum: Museum für impressionistische Kunst
- Benteng Vredeburg: Niederländisches Fort von 1765
- Stadtteil Kota Gede: Im Süden des Stadtteils befinden sich noch viele Betriebe, die Schmuck, Geschirr, Besteck und Ähnliches aus Silber in Handarbeit herstellen. Daher lässt sich Kota Gede auch als Silberverarbeitungszentrum Javas bezeichnen.
- Jalan Malioboro: Ist eine Attraktion für in- und ausländische Touristen. Man findet rund um die Jalan Malioboro viele kleine Geschäfte mit Batik und lokaler Handwerkskunst im Angebot. Die Straße ist ein Teil der mythischen Verbindungslinie zwischen dem Vulkan Merapi, dem Kraton und dem Strand Parangtritis. Vom Kraton aus kann der Sultan direkt über eine Statue (Tugu) am nördlichen Ende der Straße auf den Vulkan schauen. Abends werden an der Malioboro zahlreiche Garküchen aufgebaut, in denen auf Matten sitzend gegessen wird, was auch sehr typisch für Yogya ist.

In der Umgebung:
39 Kilometer nordwestlich Yogyakartas liegt der Borobudur, eine der größten buddhistischen Tempelanlagen der Welt nahe der Stadt Magelang. An der Hauptverkehrsstraße nach Surakarta befindet sich die hinduistische Tempelanlage Prambanan, etwa 18 Kilometer vom Stadtkern entfernt.

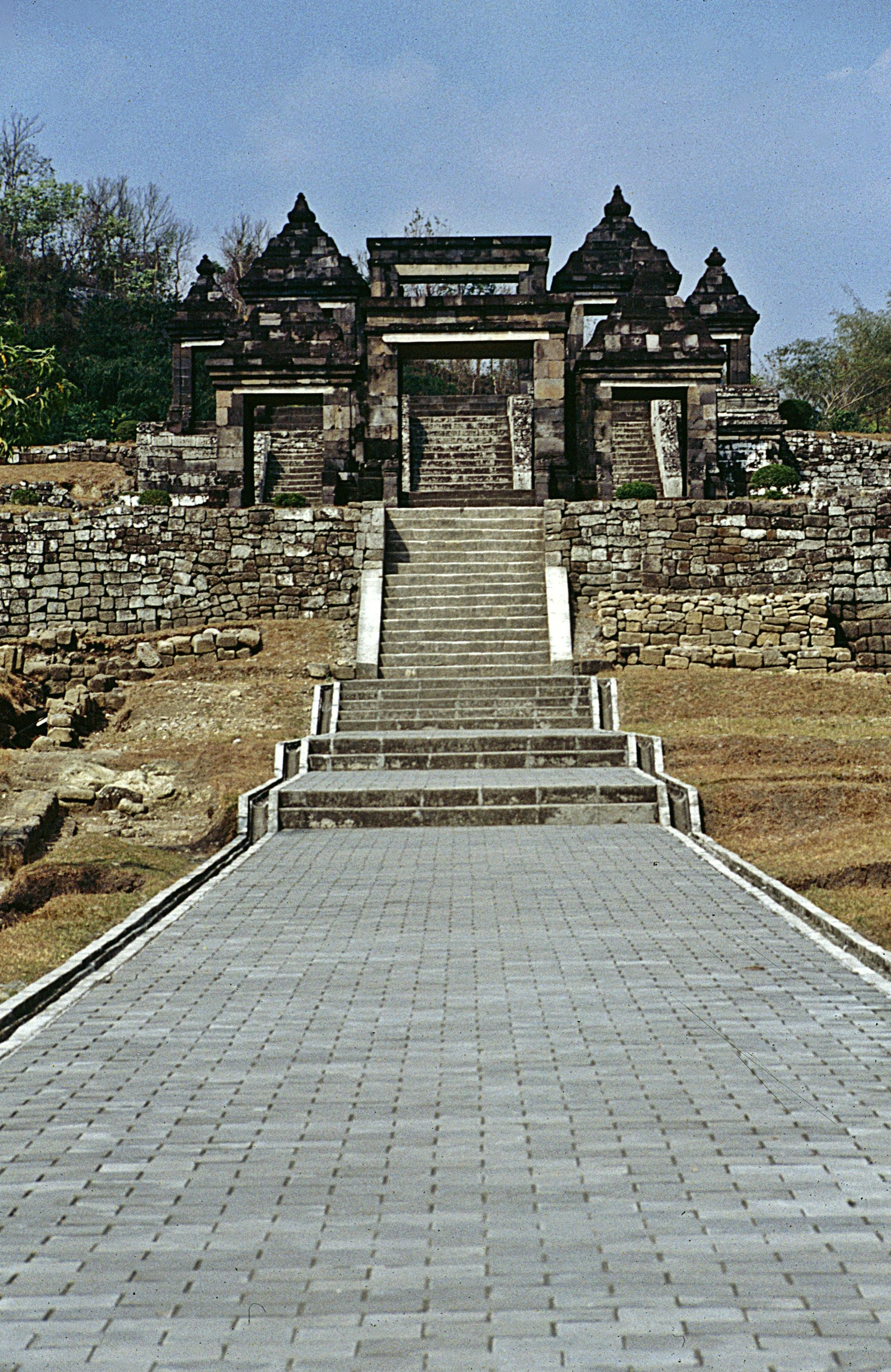
Tor zum Kraton Ratu Boko

- Zwischen Yogyakarta und dem Prambanan-Tempel steht der Kraton Ratu Boko auf einer Hochfläche mit weitem Blick auf den Merapi und das ihm zu Füßen liegende Tal des Opak-Flusses mit dem Prambanan-Komplex. Eine zwölfstufige Treppe führt zu einem monumentalen, dreigeteilten Tor, hinter dem aber von der einst riesigen Anlage nur noch die Palastfundamente sowie einige Badeplätze und künstliche Teiche zu sehen sind. Einer der wenigen schriftlichen Belege in Ratu Boko ist eine auf 792 nach Christus datierende Inschrift, die Rakai Panangkaran (746–784) erwähnt, einen frommen buddhistischen Herrscher der Sailendra-Dynastie. Allerdings wurden hier außer einer Buddha-Statue auch einige hinduistische Elemente gefunden (eine Yoni und ein Lingam, Durga- und Ganesha-Statuen), die darauf hinweisen, dass der Palast von den Mataram-Herrschern übernommen worden ist.

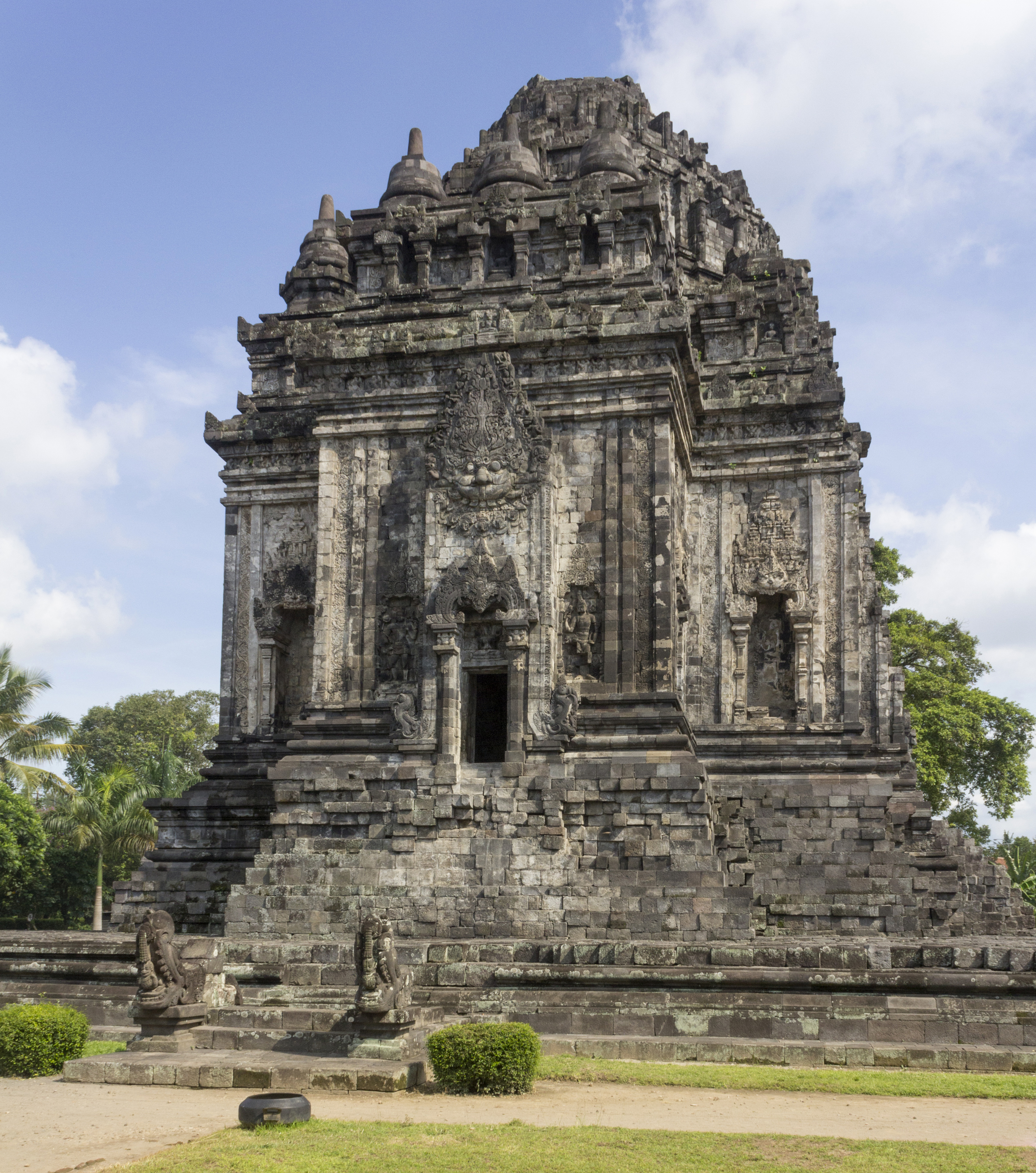
Candi Kalasan von SSO

- Etwa 10 Kilometer östlich Yogyakartas, an der Straße zum Prambanan-Komplex, steht der Candi Kalasan, ein der Tara geweihter, buddhistischer Tempel. Laut einer Inschrift in Sanskrit wurde er 778 eingeweiht und ist damit der älteste Tempel Zentraljavas. Stifter war Rakai Panangkaran, dessen Gemahlin Tara hieß. Der Bau hat eine kreuzförmig-polygonale Gestalt, die in Sockelgeschoss, Tempelkörper und Dachkonstruktion gegliedert ist. Die zentrale Cella enthält einen Altar, dessen Gestaltung darauf verweist, dass hier eine große, bronzene Buddha-Statue gesessen haben muss. Auch in den seitlichen Schreinen und den Wandnischen des Korridors lassen verlassene Lotos-Sitze auf das einstige Vorhandensein von Buddha- und Bodhisattva-Statuen schließen. Außen ist der Tempel ebenfalls mit Nischen geschmückt, die jeweils von feinen Steinschnitzereien umgeben und von einem Kala-Kopf überragt sind. Der untere Teil des dreigliedrigen Dachs ist noch der polygonalen Form des Tempelkörpers angepasst und enthält mit Bodhisattvas besetzte Nischen, die von kleinen Stupas bekrönt sind. Die Seiten des oktogonalen Mittelteils sind ebenfalls mit Statuen geschmückt, während der obere Teil des Kraggewölbes die Cella abschließt.

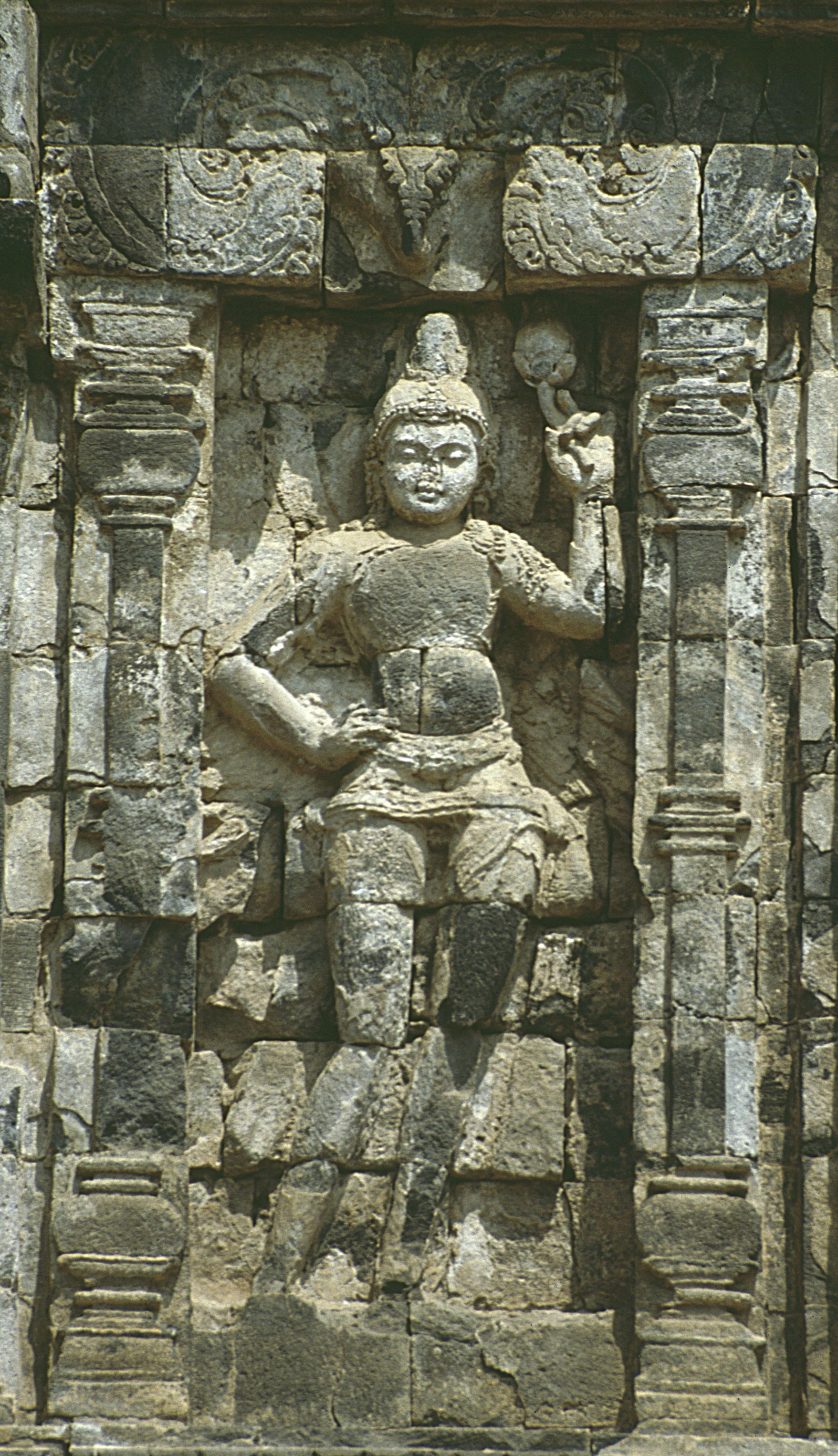
Relief am Candi Sari

- Nicht weit von Candi Kalasan in nordöstlicher Richtung steht inmitten von Palmenwäldern der buddhistische Sari-Tempel aus dem 8. Jahrhundert. Er ähnelt in der Gestalt dem Kalasan-Tempel, sein reicher Reliefschmuck der Außenwände mit insgesamt 36 Statuen buddhistischer Gottheiten und Bodhisattvas ist jedoch besser erhalten. Die ursprüngliche Funktion des zweigeschossigen Baus war ein Vihara, das im Obergeschoss die Mönche beherbergte. Im Untergeschoss sind drei Cellae durch Türen miteinander verbunden.
- Vulkan Merapi: Im Norden Yogyakartas liegt der aktive Vulkan 'Merapi', der bei gutem Wetter vom Stadtzentrum aus sichtbar ist. Am Berg befindet sich das Dorf Kaliurang, in welchem aufgrund der höheren Lage ein kühleres Klima herrscht. Deshalb und wegen der ruhigeren Verkehrssituation ist es ein bei Einheimischen sehr beliebtes Ausflugsziel. Seit dem letzten großen Vulkanausbruch am 7. Mai 2006 zieht eine von Lava bedeckte Häusergruppe vermehrt ausländische Touristen nach Kaliurang.

- Strände:  Im Süden der Stadt befinden sich mehrere Strände am Indischen Ozean. Der wohl bekannteste Strand ist Parangtritis. Am Wochenende ist Parangtritis ein stark frequentiertes Ausflugsziel, obwohl Schwimmen wegen der starken Strömung nicht möglich ist. Insbesondere die mythische Königin der Südsee, Ratu Kidul, an deren Existenz kaum ein Javaner zweifelt und die nach einheimischen Verständnis immer wieder Opfer fordert, und der schwarze Sand geben Parangtritis seine besondere Atmosphäre. Östlich des Parangtritis liegen weitere Strände, die über die Stadt Wonosari erreicht werden können. Der Strand Krakal ist wahrscheinlich der bekannteste und schönste Strand der Region. Da sich vor der Küste Korallen und Felsen befinden, ist Schwimmen kaum möglich. Sein heller Sandstrand und die Abgeschiedenheit und Ruhe ziehen jedoch eine geringe Zahl von Ausflüglern an. Westlich von Parangtritis befindet sich Parang Kusomo, an dem sich auch zwei Felsen befinden, die eine Pilgerstätte für Javaner darstellen. In Parang Kusomo finden in regelmäßigen Abständen Rituale zu Ehren der Meereskönogin Ratu Kidul statt.

## Kultur
Zur höfischen darstellenden Kunst gehören Aufführungen von Gamelan-Musik und Wayang-Spiel. Vom Anfang des 18. bis Anfang des 20. Jahrhunderts wurde im Kraton besonders Wayang wong, das Schauspiel mit geschminkten, aber unmaskierten männlichen Darstellern gepflegt. Die Batik-Färbetechnik ist ein Teil der javanischen Gebrauchskunst.

## Verkehr
Überregional:
Durch den neugebauten Internationalen Flughafen Yogyakarta ist Yogya an den internationalen Luftverkehr (Singapur, Kuala Lumpur) angebunden. Der alte Flughafen Adisucipto wird nur noch von einigen nationalen Routen bedient. Die Bahnhöfe Yogyakarta (umgangssprachlich Tugu Station für die Transportklassen Business und Exekutiv) und Yogyakarta Lempuyangan (für Züge der Economy-Klasse) binden Yogyakarta an die Großstädte Jakarta, Bandung, Surakarta und Surabaya an. Reisebusse und Kleinbusse verbinden Yogyakarta mit der Region und allen größeren Städten der Insel.
Im Stadtgebiet:
In Yogyakarta besteht der öffentliche Personennahverkehr aus Bussen, Taxis und Motorradtaxis. Das öffentliche Bussystem Trans Jogja verfügt über 17 Routen und besteht seit 2008. In einigen Teilen der Stadt gibt es noch traditionelle Fortbewegungsmittel wie z. B. Fahrradrikschas (Becak). Bei der indonesischen Rikscha-Variante sitzt der Fahrer hinter den Fahrgästen. Becakfahrer warten in weiten Teilen der Stadt auf zahlungswillige Mitfahrer und prägen dadurch ein Stück weit das Stadtbild. Im Gebiet um die Jalan Malioboro kann man auch auf Pferdekutschen (Andong) zum Transport zurückgreifen.

## Demographie
Aufgrund der eng geschnittenen Stadtgrenze leben rund 12.570 Einwohner je km² sehr dichtgedrängt in Yogyakarta. Die Lebenserwartung der Frauen beträgt 76 Jahre und die Lebenserwartung der männlichen Bewohner 74 Jahre (beides Stand 2013), dies ist die höchste in ganz Indonesien.
Zur Volkszählung im September 2020 lebten in der Stadt 373.589 Menschen, davon 191.560 Frauen (51,28 %) und 182.019 Männer (48,72 %). Gegenüber dem letzten Census (2010) sank der Frauenanteil um 0,05 Prozent. 71,27 % (266.274) gehörten 2020 zur erwerbsfähigen Bevölkerung; 19,44 % waren Kinder (bis 14 Jahre) und 9,28 % im Rentenalter (ab 65 Jahren).
Mitte 2022 bekannten sich 83,52 Prozent der Einwohner zum Islam, Christen waren immerhin mit 16,08 % (25.809 ev.-luth. / 40.617 röm.-kath.) vertreten, 0,28 % waren Buddhisten und 0,11 % Hindus. Zur gleichen Zeit waren von der Gesamtbevölkerung 45,82 % ledig; 46,29 % verheiratet; 2,19 % geschieden und 6,71 % verwitwet.

### Bevölkerungsentwicklung
Nachfolgende Tabelle gibt einen Überblick über die Entwicklung der Einwohnerzahlen von Kota Yogyakarta
| Zählungsjahr    | 1961      | 1971      | 1980      | 1990      | 2000      | 2010      | 2015      | 2020      |
| --------------- | --------- | --------- | --------- | --------- | --------- | --------- | --------- | --------- |
| Kota Yogyakarta | 306.296   | 340.491   | 398.089   | 412.059   | 396.711   | 388.627   | 412.347   | 373.589   |
| Anteil (%) an ᐁ | 13,73     | 13,69     | 14,48     | 14,15     | 12,71     | 11,24     | 11,22     | 10,18     |
| D.I. Yogyakarta | 2.231.062 | 2.487.177 | 2.750.025 | 2.912.611 | 3.120.478 | 3.457.491 | 3.675.768 | 3.668.719 |

## Bildung
Yogyakarta ist mit mehreren Universitäten das Bildungszentrum Indonesiens. In der Stadt leben über 100.000 Studenten aus dem gesamten Inselreich. Die Gadjah-Mada-Universität (UGM) ist die älteste öffentliche Universität Indonesiens und die größte der Stadt. Die UGM zählt neben der Universitas Indonesia (UI) in Jakarta und der Technischen Universität in Bandung zu den drei bedeutendsten Universitäten des Landes.
Weitere Bildungseinrichtungen sind:
Indonesian Institute of the Arts – Yogyakarta, Universitas Negeri Yogyakarta, Universitas Islam Indonesia, Universitas Sanata Dharma, Universitas Atma Jaya Yogyakarta, Duta Wacana Christian University, Institut Sains dan Teknologi AKPRIND – Yogyakarta, Universitas Pembangunan Nasional „Veteran“ Yogyakarta, Universitas Muhammadiyah Yogyakarta, Sekolah Tinggi Teknologi Nasional Yogyakarta, Universitas Teknologi Yogyakarta.

## Sport
Der Fußballverein der Stadt heißt PSIM und spielt aktuell in der höchsten indonesischen Liga.

## Persönlichkeiten
- Emelia Detelle (1798 oder 1799–1875), niederländische Ärztin
- Paku Alam VIII. (1910–1998), achter Herzog des Herzogtums Pakualaman und Gouverneur der Sonderregion Yogyakarta
- Uco van Wijk (1924–1966), niederländischer Astronom
- Erna Spoorenberg (1926–2004), niederländische Sopranistin
- Radius Prawiro (1928–2005), Wirtschaftswissenschaftler, Hochschullehrer und Politiker
- Paul Gutama Soegijo (1934–2019), Komponist und Musiker
- Megawati Sukarnoputri (* 1947), Politikerin
- Wiranto (* 1947), General und Verteidigungsminister
- Djaduk Ferianto (1964–2019), Schauspieler, Regisseur, Musiker
- Yayuk Basuki (* 1970), Tennisspielerin
- Sigit Budiarto (* 1975), Badmintonspieler
- Ronaldo Kwateh (* 2004), indonesisch-liberianischer Fußballspieler